# Dautert Island
Dautert Island ist eine mit Tussock bewachsene Insel im Archipel Südgeorgiens im Südatlantik. Sie liegt östlich des Kap Núñez.
Das UK Antarctic Place-Names Committee benannte sie 2009. Namensgeber ist der deutsche Naturforscher Erich Dautert (1901–unbekannt) von der Universidad Nacional de La Plata, der bei einem Besuch Südgeorgiens 1931 biologische Proben gesammelt hatte.